# Specimen Nunatak
Der Specimen Nunatak (englisch für Muster-Nunatak) ist ein etwa 550 m hoher Nunatak an der Fallières-Küste des Grahamlands im Norden der Antarktischen Halbinsel. Er ragt aus den Eismassen des Swithinbank-Gletschers etwa 6 km südlich von dessen Mündung in die Square Bay auf.
Der Meteorologe Herbert Grove Dorsey Jr. (1912–1977) und der Hundeschlittenfahrer Joseph Donald Healy (1912–1971) besuchten ihn am 9. Februar 1941 im Zuge der United States Antarctic Service Expedition (1939–1941). Sie benannten ihn so, weil er exemplarisch für einen Nunatak ist.